# Dompierre-sur-Charente
Dompierre-sur-Charente és un municipi francès situat al departament del Charente Marítim i a la regió de la Nova Aquitània. L'any 2007 tenia 449 habitants.

## Demografia

### Població
El 2007 la població de fet de Dompierre-sur-Charente era de 449 persones. Hi havia 190 famílies de les quals 57 eren unipersonals (34 homes vivint sols i 23 dones vivint soles), 65 parelles sense fills, 53 parelles amb fills i 15 famílies monoparentals amb fills.
La població ha evolucionat segons el següent gràfic:
Habitants censats

### Habitatges
El 2007 hi havia 236 habitatges, 194 eren l'habitatge principal de la família, 35 eren segones residències i 7 estaven desocupats. 222 eren cases i 11 eren apartaments. Dels 194 habitatges principals, 148 estaven ocupats pels seus propietaris, 42 estaven llogats i ocupats pels llogaters i 5 estaven cedits a títol gratuït; 1 tenia una cambra, 13 en tenien dues, 25 en tenien tres, 59 en tenien quatre i 96 en tenien cinc o més. 152 habitatges disposaven pel capbaix d'una plaça de pàrquing. A 90 habitatges hi havia un automòbil i a 92 n'hi havia dos o més.

### Piràmide de població
La piràmide de població per edats i sexe el 2009 era:
| Homes | Edats   | Dones |
| ----- | ------- | ----- |
| 0     | 95 o +  | 0     |
| 0     | 90 a 94 | 0     |
| 4     | 85 a 89 | 4     |
| 4     | 80 a 84 | 8     |
| 8     | 75 a 79 | 12    |
| 12    | 70 a 74 | 8     |
| 8     | 65 a 69 | 16    |
| 12    | 60 a 64 | 12    |
| 4     | 55 a 59 | 0     |
| 24    | 50 a 54 | 16    |
| 16    | 45 a 49 | 24    |
| 20    | 40 a 44 | 12    |
| 8     | 35 a 39 | 12    |
| 16    | 30 a 34 | 12    |
| 8     | 25 a 29 | 16    |
| 24    | 20 a 24 | 12    |
| 8     | 15 a 19 | 4     |
| 12    | 10 a 14 | 8     |
| 16    | 5 a 9   | 20    |
| 8     | 0 a 4   | 4     |

## Economia
El 2007 la població en edat de treballar era de 285 persones, 212 eren actives i 73 eren inactives. De les 212 persones actives 189 estaven ocupades (101 homes i 88 dones) i 23 estaven aturades (10 homes i 13 dones). De les 73 persones inactives 29 estaven jubilades, 16 estaven estudiant i 28 estaven classificades com a «altres inactius».

### Ingressos
El 2009 a Dompierre-sur-Charente hi havia 195 unitats fiscals que integraven 459 persones, la mediana anual d'ingressos fiscals per persona era de 16.495 €.

### Activitats econòmiques
Dels 16 establiments que hi havia el 2007, 1 era d'una empresa alimentària, 3 d'empreses de construcció, 1 d'una empresa de comerç i reparació d'automòbils, 1 d'una empresa de transport, 4 d'empreses d'hostatgeria i restauració, 1 d'una empresa financera, 1 d'una empresa immobiliària, 2 d'empreses de serveis i 2 d'empreses classificades com a «altres activitats de serveis».
Dels 4 establiments de servei als particulars que hi havia el 2009, 1 era un guixaire pintor, 2 fusteries i 1 restaurant.
L'únic establiment comercial que hi havia el 2009 era una fleca.
L'any 2000 a Dompierre-sur-Charente hi havia 17 explotacions agrícoles que ocupaven un total de 649 hectàrees.

## Equipaments sanitaris i escolars
El 2009 hi havia una escola maternal integrada dins d'un grup escolar amb les comunes properes formant una escola dispersa.

## Poblacions més properes
El següent diagrama mostra les poblacions més properes.